# Var-Matin
Var-Matin est un journal quotidien français régional basé à Toulon. Sa zone de diffusion est le département du Var en sept éditions, d'après les bassins de vie.
Var-Matin est une filiale du groupe Nice-Matin dont le principal actionnaire est Xavier Niel. 
Nice-Matin et Monaco-Matin sont les deux autres titres du groupe, Corse-Matin ayant été cédé à Bernard Tapie en novembre 2014.

## Histoire
Devenu l’un des derniers quotidiens varois avec le journal La Marseillaise, Var-Matin a connu l’histoire agitée des journaux créés après la Libération.
Né du quotidien La République, fondé en 1946 à Toulon par le courant SFIO, il rejoint le groupe marseillais Le Provençal, de Gaston Defferre, en 1954, en gardant son indépendance rédactionnelle au prix d’oppositions farouches entre Gaston Defferre et le tandem Francis Leenhardt-Jacques Defferre, à la tête de Var Matin.
Au début essentiellement toulonnais, le quotidien est concurrencé dans le reste du département par Le Provençal, mais aussi par Nice-Matin, avec lequel la guerre fait rage avant la signature d’un accord de partage de territoire en 1966. En 1970, La République quitte ses locaux de Toulon pour s’installer à Ollioules et passer à l’offset. « On a alors joué sur le graphisme et progressivement le nom de Var-Matin a supplanté celui de République », raconte Charles Galfré, rédacteur en chef du quotidien pendant plus de dix-sept ans.
Le passage du Provençal dans le giron du groupe Hachette en 1996, puis celui de Nice-Matin va changer la donne. En 1998, Var-Matin fusionne avec son concurrent niçois. Désormais, le quotidien, revenu à Toulon, sous-titré Nice-Matin, à travers 8 éditions départementales. La rédaction est forte d’une soixantaine de journalistes. Les pages d’informations générales sont désormais faites à Nice.
En 1998, Daniel Cuxac, rédacteur en chef de Var-Matin, rejoint la direction de la communication du conseil général présidé par Hubert Falco. Il le suivit ensuite à la mairie de Toulon en 2001.
Le 5 mars 2010, la rédaction vote en assemblée générale une motion de défiance à l’égard d’Olivier Biscaye, directeur des rédactions du groupe Nice-Matin, en soulignant notamment l’« orientation politicienne » de la ligne éditoriale du journal « en contradiction avec le traitement objectif de l’information [et] qui remet en cause l’indépendance des journalistes ». Deux ans plus tard, en 2012, les difficultés du journal continuent au point que les journalistes craignent à la fois « un plan social et une vente à la découpe ».

## Ligne éditoriale
Les journalistes Simon Fontvieille et Jean-Baptiste Malet indiquent que Var-Matin est pour des raisons financières « dépendant des publireportages, des publicités institutionnelles, ainsi que des encarts achetés par des casinos, des entreprises du bâtiment travaux publics (BTP), des promoteurs immobiliers et des événements sportifs subventionnés par des collectivités locales. Du 19 avril au 6 mai 2019, sur 14 éditions, nous avons comptabilisé 95 publicités de ce genre. Var-Matin organise également des concerts achetés par des municipalités varoises et des championnats de golf en partenariat avec des casinos. En retour, il se montre dévoué et révérencieux à l’égard de ses annonceurs. »
Le journal présente également une forte proximité avec le maire de Toulon, Hubert Falco (Horizon, ex-LR). Cette proximité conduirait Var-Matin à « s’arranger avec certains faits » afin de défendre la politique de Hubert Falco.

## Éditions locales
Var-Matin compte à ce jour 5 éditions locales.
- Brignoles (83)[6]
- Métropole toulonnaise-Vallée du Gapeau (83)[7]
- Fréjus / Saint-Raphaël / Draguignan (83)[8]
- St-Tropez (83)[9]
- Ouest Var (83)[10]

## Diffusion
En 2008, Var-Matin s’écoulait quotidiennement à 75 473 exemplaires en moyenne et à moins de 50 000 exemplaires en 2018.